# 변신로봇5
《변신로봇5》(영어: Animal Mechanicals)은 2008년 에 CBC 텔레비전에서 방영되었던 캐나다, 미국 어린이 로봇 만화. 한국에선 2009년 에 EBS에서 더빙을 방영했다. 하지만 그다지 인기가 없었는지 잘 알려지지도 않은데다 많은 인기도 끌지 못했고 현재는 명맥이 끊겨서 한국 더빙판은 올레 TV 외에는 찾아볼 수 없다.